# Кривий Ріг-Головний
Кривий Ріг-Головний — головна пасажирська (за типом — вантажна, позакласна) залізнична станція Криворізької дирекції Придніпровської залізниці на перетині електрифікований ліній на Апостолове, Висунь, Верхівцеве та Саксагань. Розташована у Довгинцівському районі міста Кривого Рогу.

## Історія
Станція відкрита 1884 року під первинною назвою Довгинцеве (нині деякі криворіжці називають станцію за старою назвою). Назва походить від колишнього села Довгинцеве (село отримало назву на честь його засновника — генерала Довгинцева, якому були виділені ці землі (старий термін — дача) за указом імператора Олександра I, як учаснику французько-російської війни 1812 року при виході у відставку з Тобольського піхотного полку.
У 1884 році була споруджена двоповерхова цегляна будівля вокзалу. 1901 року заснована залізнична школа при станції для дітей інженерів, майстрів і робітників, що мешкали на лінійних станціях і роз'їздах, а також гуртожиток.
Станом на 1902 рік основне локомотивне депо складалося з 80 паровозів, яке обслуговувало близько 250 осіб персоналу. На початку XX століття активно розбудовується пристанційне поселення. У 1912 році проведена реконструкція залізничної станції.
Після зачищення міста від загонів отамана Григор'єва у приміщенні вокзалу станції Довгинцеве (південна прибудова) з 23 травня 1919 року розташовувався штаб Південної групи військ, якою керував герой громадянської війни Олександр Пархоменко (1886—1921). В будівлі вокзалу штаб перебував декілька днів, протягом яких основна частина з'єднань отамана Григор'єва була розгромлена в районі Олександрії та Єлисаветграда, а залишки військ відступили на південь. Під керівництвом командуючого був розроблений і втілений в життя план нового наступу. Наприкінці травня 1919 року загони Григор'єва були ліквідовані. За рішенням Криворізького міськвиконкому від 27 лютого 1965 року № 13/390 на фасаді будівлі була встановлена меморіальна дошка з мармуру на честь цієї події.
Під час громадянської війни станційне господарство зазнав занепаду. Лише у 1920-х роках було відбудоване.
У 1959—1960 роках станція електрифікована в складі дільниці Верхівцеве — Довгинцеве — Червоне тодішньої Сталінської залізниці.
У 1965 році перейменована в станцію Кривий Ріг-Сортувальний. З 1979 року станція отримала сучасну назву — Кривий Ріг-Головний.
У 1980-ті роках закладено Привокзальний сквер, поруч з привокзальним майданом. Як сквер сформувався у 1950-х роках. Площа сквера складає — 0,98 га. В сквері розташований курган «Ярущана могила».
Станція Кривий Ріг-Головний — важлива транспортна артерія Кривбасу. Формує й розформовує вантажні та пасажирські поїзди. Має розгалужену систему колій, обладнана надійною системою безпеки руху. Будівля залізничного вокзалу вважається пам'яткою архітектури та історії, має історичне значення.

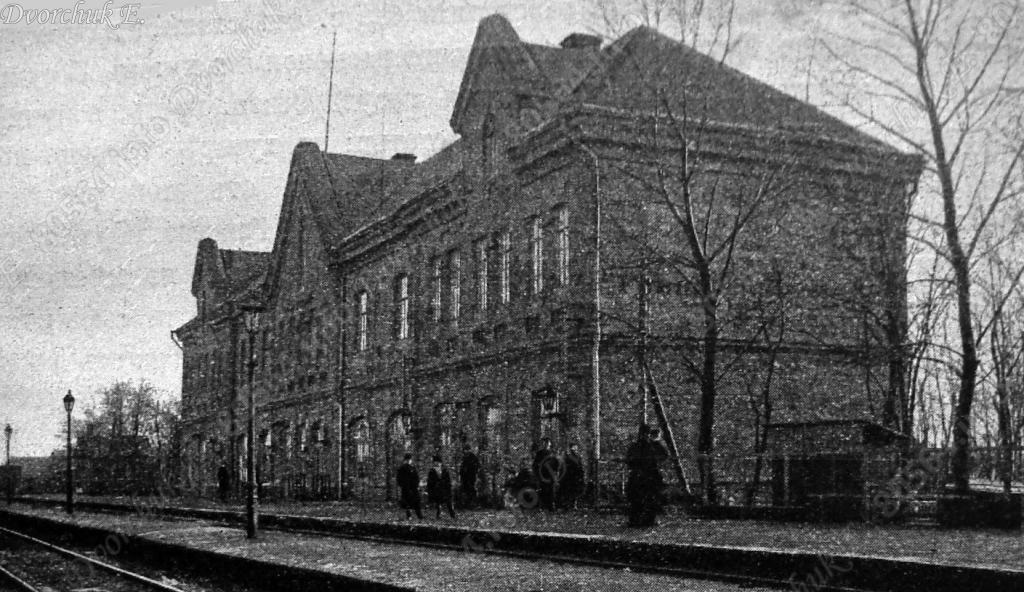
Історичний краєвид станції
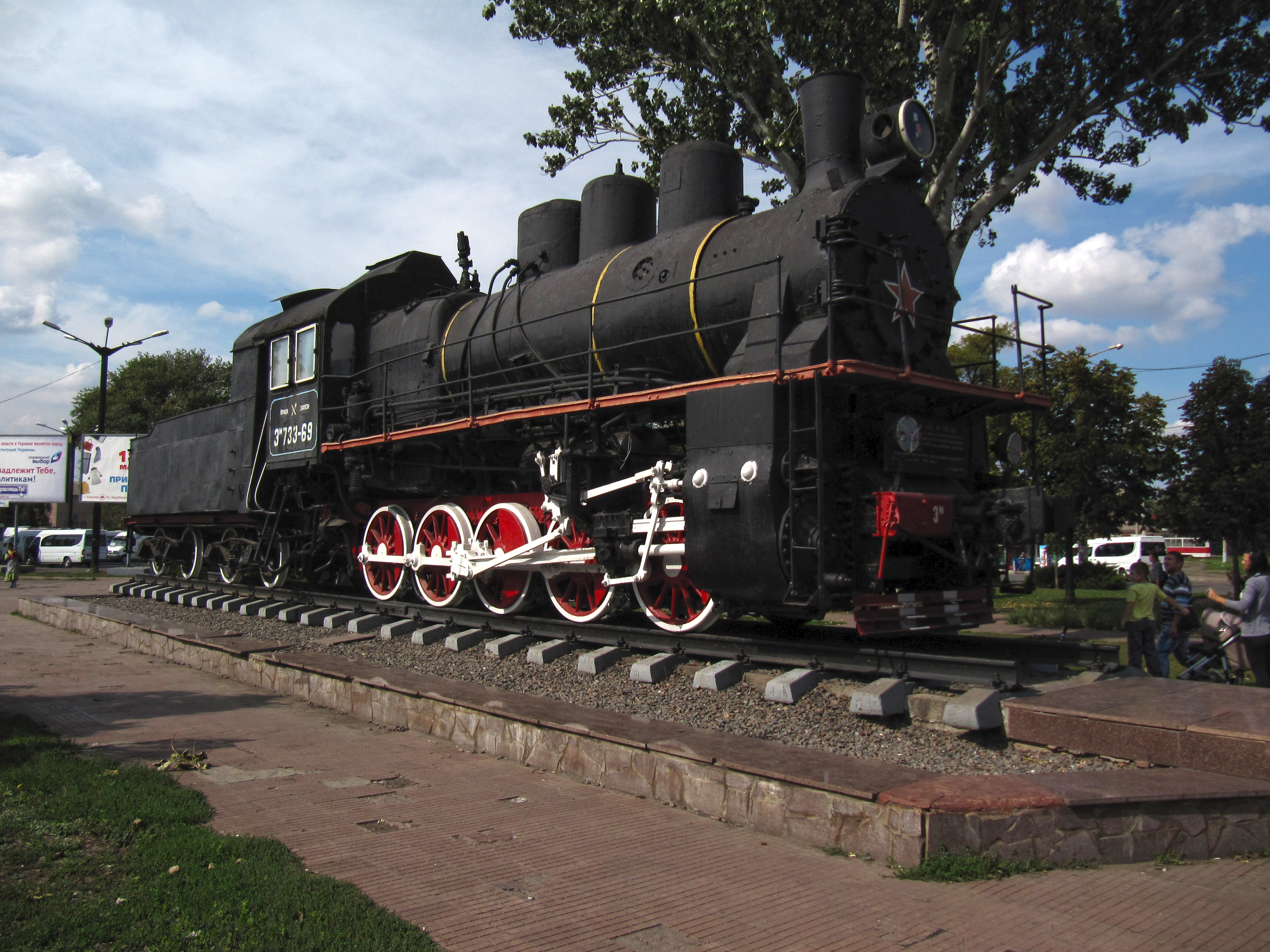
Пам'ятник паровозу Ем−733-69
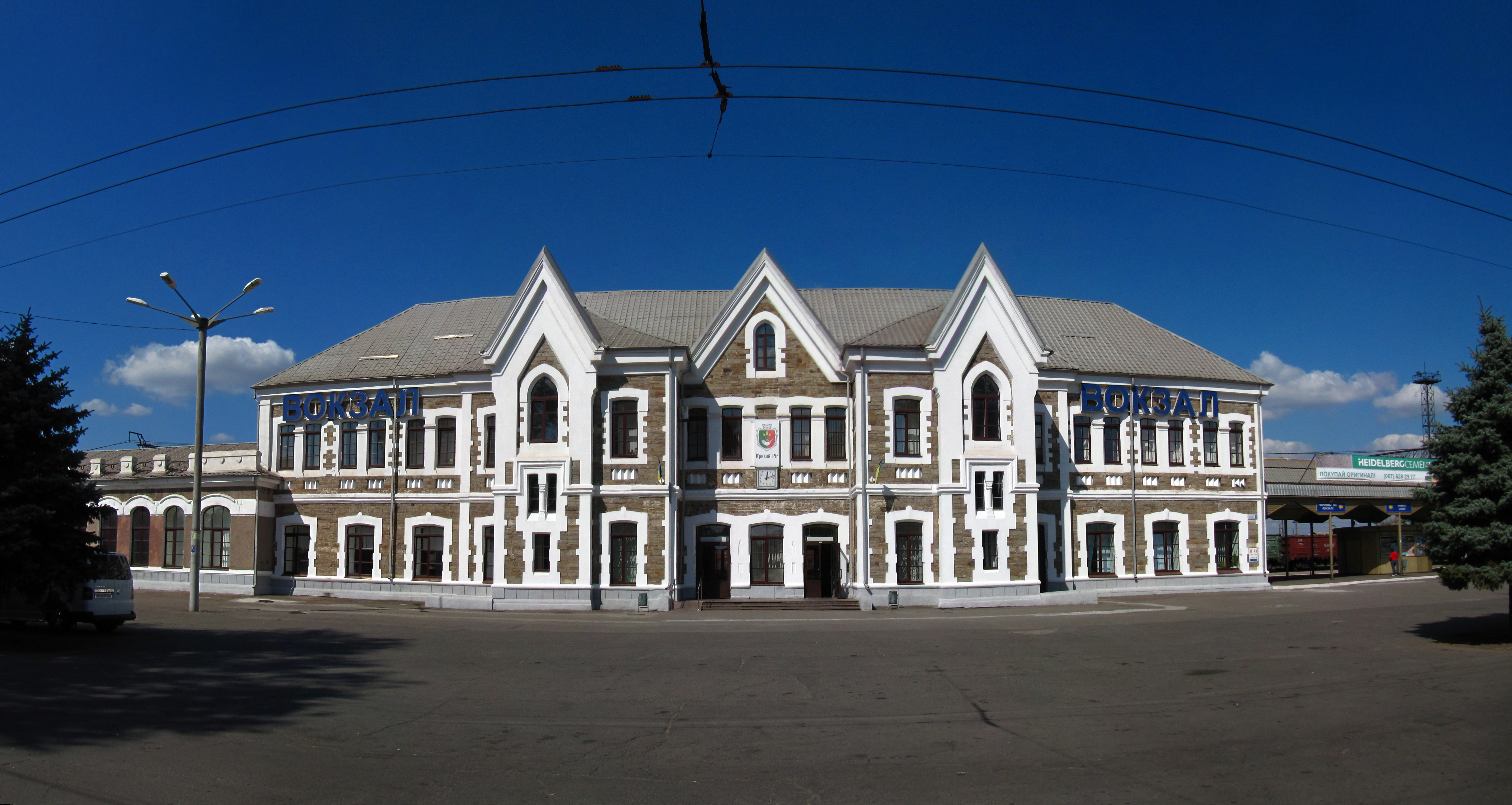
Сучасний залізничний вокзал

На площі біля залізничного вокзалу встановлений паровоз серії Ем−733-69, який був побудований у 1934 році в Луганську на заводі імені Молотова. В експлуатації з перевезення народногосподарських вантажів перебував 52 роки. У 1941—1945 роках паровоз здійснював перевезення військових вантажів. Списаний у 1986 році. У червні 1997 року встановлений як пам'ятник.
У 2022 році вокзал станції отримав відзнаку «Залізний вокзал» від Укрзалізниці за обслуговування десятків тисяч пасажирів, які евакуйовувалися на початку широкомасштабного російського вторгнення в Україну та забезпечив безперевну посадку на тисячу евакуаційних рейсів.

## Вокзал

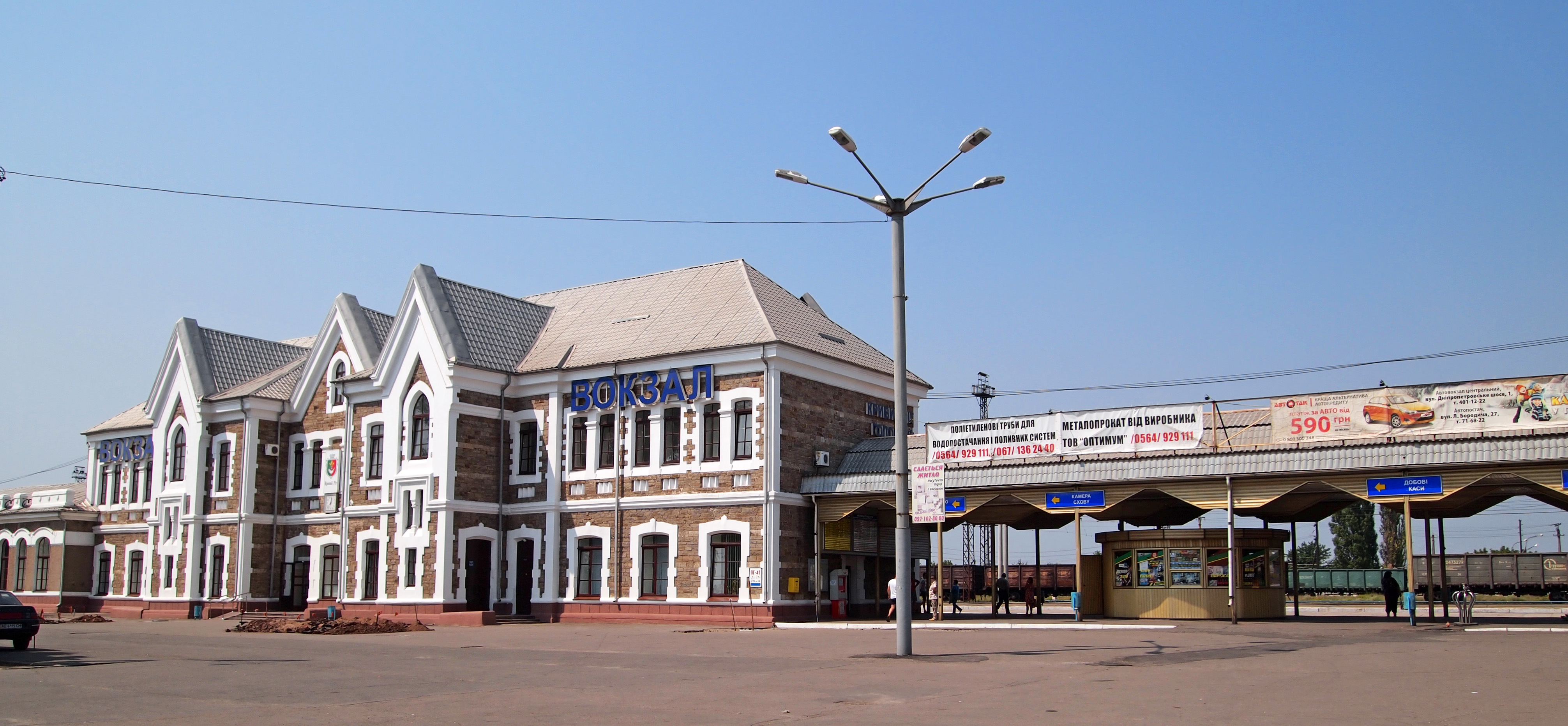
Вокзал станції Кривий Ріг-Головний

Будівля вокзалу побудована у 1903 році. 1905 року до приміщення вокзалу, з південної сторони, була споруджена прибудова.
На будівлі вокзалу, з боку платформ, встановлена меморіальна дошка й бронзова охоронна дошка. Із західної сторони територія обмежена коліями залізниці, зі східної — привокзальною площею, яка включає сквер з пішохідними алеями, лавами для відпочинку тощо.
Основна будівля вокзалу двоповерхова, кам'яна, з чотирисхилим дахом, покритим металочерепицею. Головний фасад з боку скверу має два ризаліти, що виступають за площини стін на 1,5 м. Центральний вхід з двох дверей, з вікном між ними з ризалітами, які мають загострені трикутні фронтони із широкими профільними лобовими карнизами. Вікна першого поверху прямокутні, дверні амбразури прямокутні з тичковими арками. У ризалітах по два здвоєних прямокутних вікна з перемичкою у вигляді напівкруглих колонок. Вікна другого поверху у ризалітах прямокутні із стрілчастими рівносторонніми арками, на площині стіни — прямокутні з тичковими арками.

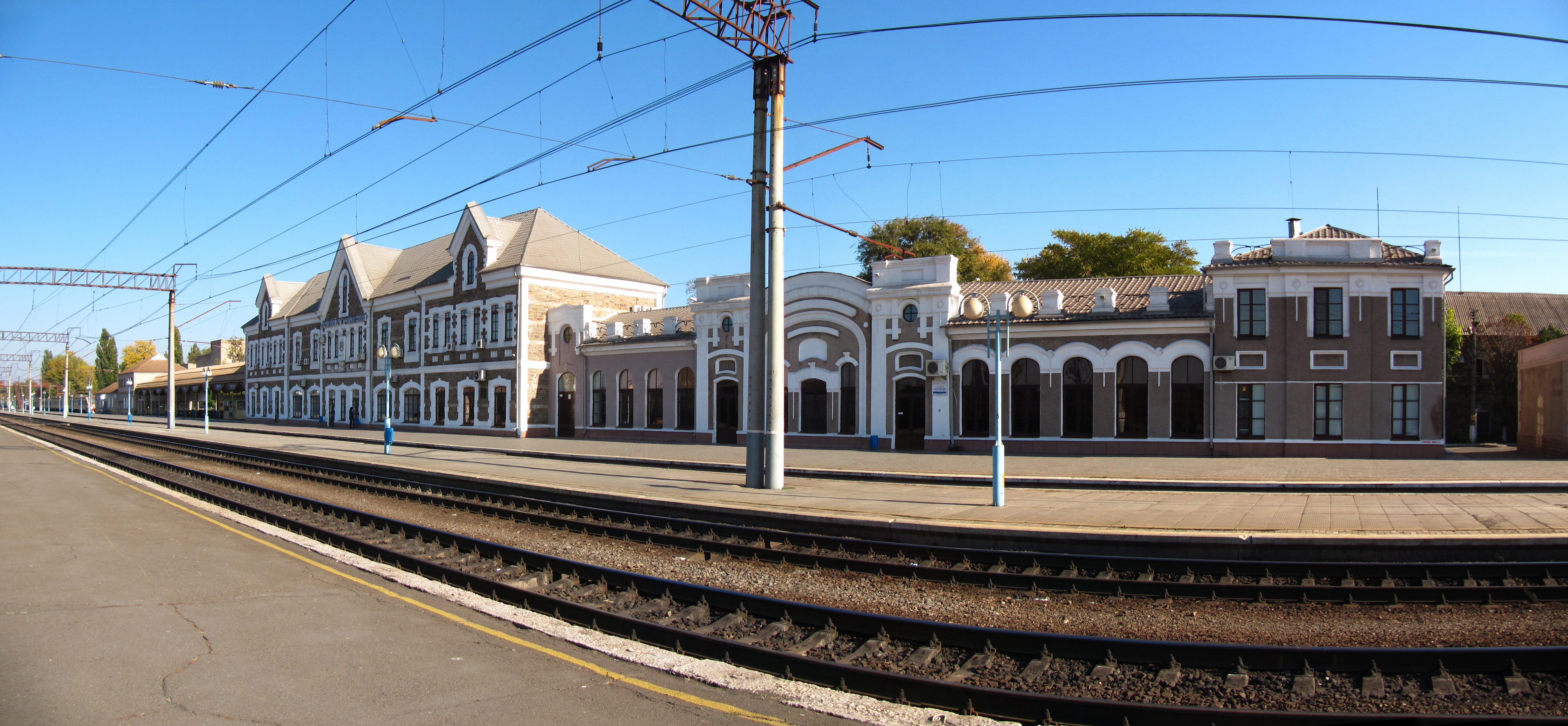
Краєвид вокзалу з платформ

Двері та вікна першого поверху мають замкові камені у арках і плоскі зубчасті мандрики, покриті білою фарбою. Під вікнами другого поверху прямокутні ніши з поребриками. Міжповерховий карниз у вигляді двох заокруглених тяг білий, такі ж кутові пілястри. На фасаді, з боку перону, центральний вхід виділений ризалітом 0,7 м товщиною, з трикутним фронтоном, аналогічним попередньому, і пласкими кутовими пілястрами. З північної та південної сторони вокзалу такої ж товщини ризаліти шириною 8 м. Над середньою частиною фронтон із стрілчастою аркою і слуховим вікном. Розміри основної будівлі: довжина 47,8 м, ширина 11,6 м, висота стін 8,7 м, дах 4,5 м. Південна прибудова одноповерхова, кам'яна, тинькована, з елементами модерну, завдовжки 45,2 м, завширшки  11,4 м, висотою — 7,5 м. Будівля вокзалу є пам'яткою архітектури.
18 травня 2024 року вокзалу станції Кривий Ріг-Головний виповнилося 140 років.
До повномасштабного російського вторгнення в Україну вокзал обслуговував близько 1350 пасажирів на добу. Після 24 лютого 2022 року через станцію Кривий Ріг-Головний було евакуйовано 116 тис. пасажирів. Звідси щодоби виїжджало до більш безпечних населених пунктів та за кордон близько 800 пасажирів.  
Попри російсько-українську війну й нині з Кривого Рогу курсують пасажирські поїзди до Києва, Дніпра, Івано-Франківська, Запоріжжя, Львова, Одеси, Ясіні тощо.

## Пасажирське сполучення
Станція обслуговує пасажирські поїзди далекого та приміського сполучення.
Наприкінці 2014 року призначене швидкісне сполучення поїздами «Інтерсіті+» між Києвом та Кривим Рогом, час у дорозі становив близько 5 годин. Поїзд курсував до серпня 2015 року. Після деякої перерви, з 2016 року було відновлено швидкісне сполучення зі столицею України.
У травні 2015 року відновлено пасажирське сполучення з Одесою у вигляді групи вагонів безпересадкового сполучення Кривий Ріг — Одеса до поїзда № 63/64 «Скіфія» Дніпро — Одеса та подовжено маршрут поїзда № 317/318 «Таврія» Запоріжжя — Одеса до станції Кривий Ріг-Головний. Згодом, з 10 грудня 2017 по 25 жовтня 2020 року, поїзд «Таврія» курсував за звичайним маршрутом Запоріжжя — Одеса.

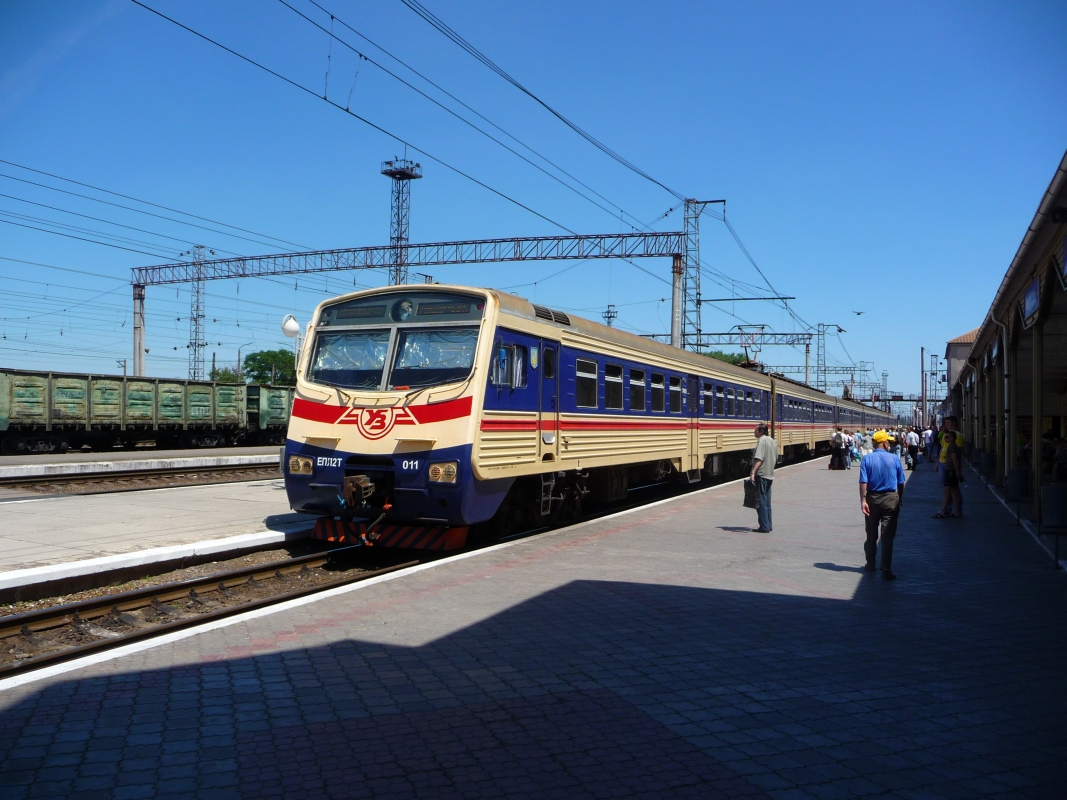
ЕПЛ2Т-011 на станції Кривий Ріг-Головний

З листопада 2015 року по січень 2016 року призначався регіональний електропоїзд підвищеного комфорту № 826/825 сполученням Кривий Ріг — Покровськ.
На вокзалі станції Кривий Ріг-Головний з 21 вересня 2017 року скасовано музичний супровід під час відправлення всіх поїздів, які прямували в країни СНД.
З 9 грудня 2019 року нічний швидкий поїзд № 96/95 сполученням Кривий Ріг — Москва замість Курського вокзалу прибував на Київський вокзал Москви.
З 23 січня 2020 року швидкісний поїзд категорії «Інтерсіті» сполученням Київ — Кривий Ріг курсував щоденно, до того — через день.
З 24 лютого 2022 року, через російське вторгнення в Україну та тимчасову окупацію міста Херсона та правобережної частини Херсонської області та частини Миколаївської області, пасажирське сполучення у напрямку Херсона та Миколаєва було припинено. З 18 листопада 2022 року, після звільнення міста Херсона, правобережної частини Херсонської області та частини Миколаївської області від російських окупантів, відновлено пасажирське сполучення між Києвом та Херсоном. Через відсутність зруйновану залізничну інфраструктуру в районі міста Снігурівки пасажирські поїзди наразі прямують через станції Долинська, Новий Буг та Миколаїв.
| Рух поїздів по станції Кривий Ріг-Головний             |                                               | | |
| №                                                      | Маршрут сполучення                            | Періодичність курсування | Проміжні станції |
| 59/60                                                  | Харків — Одеса                                | Через день | Лихачове — Лозова — Павлоград I — Синельникове II — Дніпро-Головний — Кам'янське-Пасажирське — Верхівцеве — Божедарівка — Кривий Ріг-Головний — Кривий Ріг — Долинська — Куцівка — Знам'янка-Пасажирська — Кропивницький — Плетений Ташлик — Новоукраїнка — Помічна — Голта — Врадіївка — Любашівка — Балта — Подільськ — Роздільна I |
| 71/72 «Запоріжжя»                                      | Запоріжжя — Київ                              | Скасований, раніше курсував щоденно | Дніпробуд II — Марганець — Нікополь — Чортомлик — Апостолове — Кривий Ріг-Головний — Долинська — Імені Тараса Шевченко — Корсунь — Миронівка |
| 75/76 «Криворіжжя»                                     | Кривий Ріг — Київ                             | Щоденно. З 05.11.2022 року маршрут руху поїзда подовжувався до Запоріжжя і курсував під № 275/276                                                                                       | Рокувата — Олександрія — Користівка — Знам'янка-Пасажирська — Кам'янка — Імені Тараса Шевченка — Городище — Миронівка — Біла Церква |
| № 96/95                                                | Кривий Ріг — Москва                           | Скасований з 18 березня 2020 року | Апостолове — Чортомлик — Нікополь — Марганець — Дніпробуд II — Запоріжжя I — Синельникове I — Павлоград I — Лозова — Харків-Пасажирський — Бєлгород — Курськ — Орел — Тула I-Курська — Калуга I — Малоярославець |
| 101/102                                                | Херсон — Київ                                 | Тимчасово курсує без заходу на станцію Кривий Ріг-Головний | Кагарлик — Миронівка — Цвіткове — Імені Тараса Шевченка — Долинська — Тимкове — Кривий Ріг-Головний — Апостолове — Високопілля — Біла Криниця — Березнегувате — Снігурівка |
| № 127/128                                              | Запоріжжя — Львів                             | Щоденно | Рокувата — Олександрія — Користівка — Знам'янка-Пасажирська — Кропивницький — Помічна — Балта — Вапнярка — Жмеринка — Хмельницький — Тернопіль — Золочів — Підзамче |
| 134/133                                                | Івано-Франківськ — Миколаїв                   | Тимчасово скасований через російське вторгнення в Україну | |
| 161/162                                                | Миколаїв — Київ                               | Тимчасово скасований через російське вторгнення в Україну | |
| 193/194                                                | Кривий Ріг — Ясіня                            | Призначений з 17.12.2023, через день | Рокувата — Олександрія — Користівка — Знам'янка-Пасажирська — Імені Тараса Шевченка — Київ-Пасажирський — Львів — Івано-Франківськ — Яремче — Ворохта |
| № 253/254                                              | Кривий Ріг — Одеса                            | Курсує в складі вагонів безпересадкового сполучення до поїзда № 53/54 «Скіфія» щоденно в літній період, в зимовий період: по непарних числах з Кривого Рогу, по парних числах — з Одеси | Рокувата — Олександрія — Користівка — Знам'янка-Пасажирська — Кропивницький — Помічна — Балта — Подільськ |
| 375/376                                                | Херсон — Харків                               | Скасований з 18 березня 2020 року | |
| 740/739 «Інтерсіті»                                    | Київ — Кривий Ріг                             | Тимчасово скасований | |
| За вказівкою призначалися поїзди сезонного курсування) |                                               | | |
| 552/551                                                | Кривий Ріг — Бердянськ                        | | |
| 244/243                                                | Кривий Ріг — Генічеськ                        | | |
| 298/297                                                | Київ — Миколаїв                               | | |
| 294/293                                                | Київ — Херсон                                 | | |
| Приміські поїзди                                       |                                               | | |
| 6501                                                   | Пятихатки — Кривий Ріг-Головний               | Щоденно | |
| 6412                                                   | Кривий Ріг-Головний — Апостолове              | Щоденно | |
| 6076                                                   | Кривий Ріг-Головний — Запоріжжя II            | Скасований | |
| 6832                                                   | Кривий Ріг-Головний — Кривий Ріг-Сортувальний | Щоденно | |
| 6466                                                   | Тимкове — П'ятихатки                          | Щоденно, крім понеділка | |
| 6471                                                   | Нікополь — Кривий Ріг                         | Щоденно | |
| 6831                                                   | Кривий Ріг-Сортувальний — Кривий Ріг-Головний | щоденно | |
| 6472                                                   | КривийРіг — Нікополь                          | Щоденно | |
| 6413                                                   | Апостолове — Кривий Ріг-Головний              | Щоденно | |
| 6453/6454                                              | Інгулець — Кривий Ріг-Головний                | Щоденно | |
| 6022                                                   | Кривий Ріг-Головний — Дніпро                  | Щоденно | |
| 6011                                                   | Дніпро — Кривий Ріг-Головний                  | Щоденно | |
| 6485                                                   | Нікополь — Тимкове                            | Щоденно | |
| 6027                                                   | Дніпро-Головний — Кривий Ріг-Головний         | Щоденно | |
| 6476                                                   | Тимкове — Нікополь                            | Щоденно | |
| 6455/6456                                              | Кривий Ріг-Головний — Інгулець                | Щоденно | |
| 6042                                                   | Кривий Ріг-Головний — Дніпро                  | Щоденно | |
| 6834                                                   | Кривий Ріг-Головний — Кривий Ріг-Сортувальний | Щоденно | |
| 6509                                                   | П'ятихатки — Тимкове                          | Щоденно, крім неділі | |
| 6075                                                   | Запоріжжя II — Кривий Ріг-Головний            | Скасований | |
| 6512                                                   | Кривий Ріг-Головний — П'ятихатки              | Щоденно | |
| 6457/6458                                              | Інгулець — Кривий Ріг-Головний                | Щоденно | |
| 6833                                                   | Кривий Ріг-Сортувальний — Кривий Ріг-Головний | Щоденно | |

## Транспортне сполучення
До вокзалу станції Кривий Ріг-Головний курсує міський громадський транспорт:
- тролейбуси № 1, 2, 20, 21, 22
- трамваї № 9, 14, 22, 25, 27
- маршрутні таксі № 21, 71, 205, 209, 269, 286, 306, 307.

## Галерея

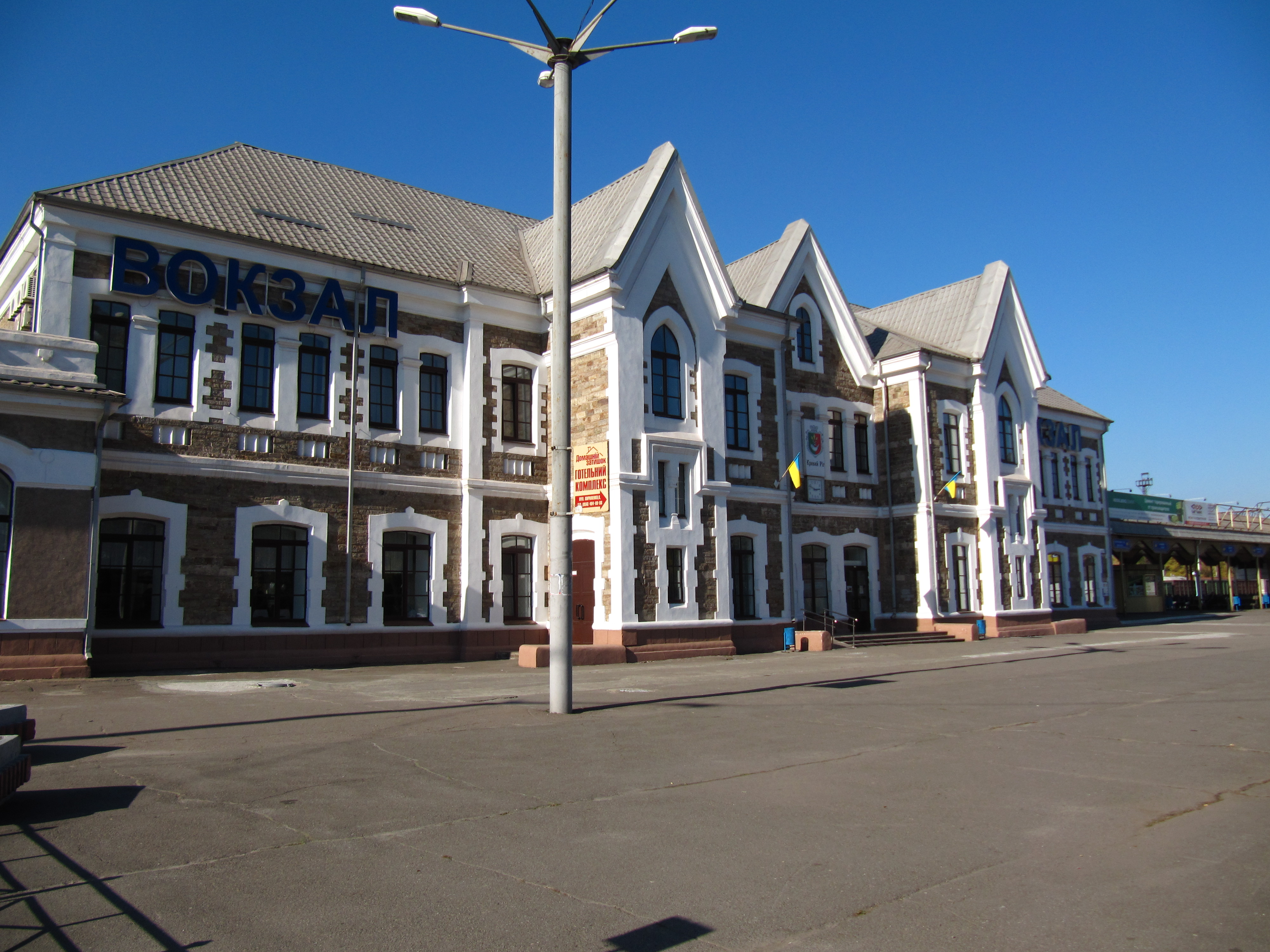
Краєвид з Привокзальної площі
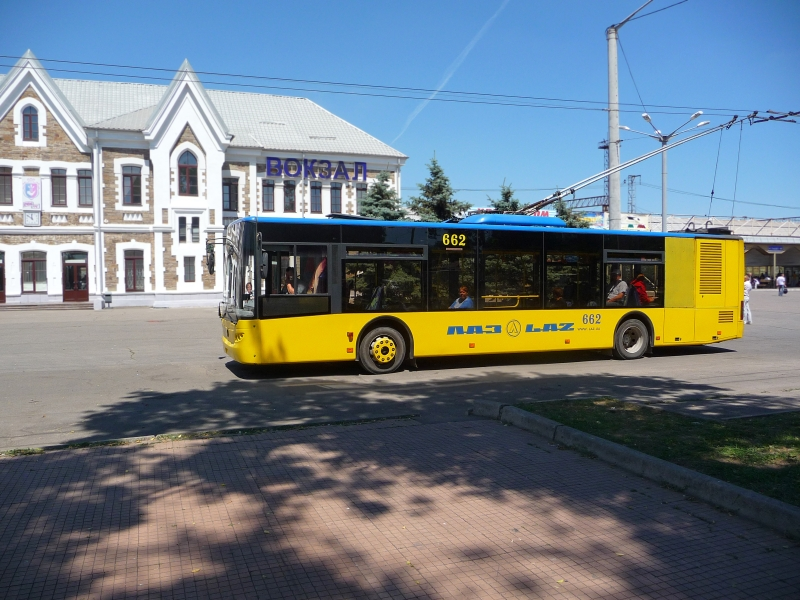
ЛАЗ Е183 на Привокзальній площі
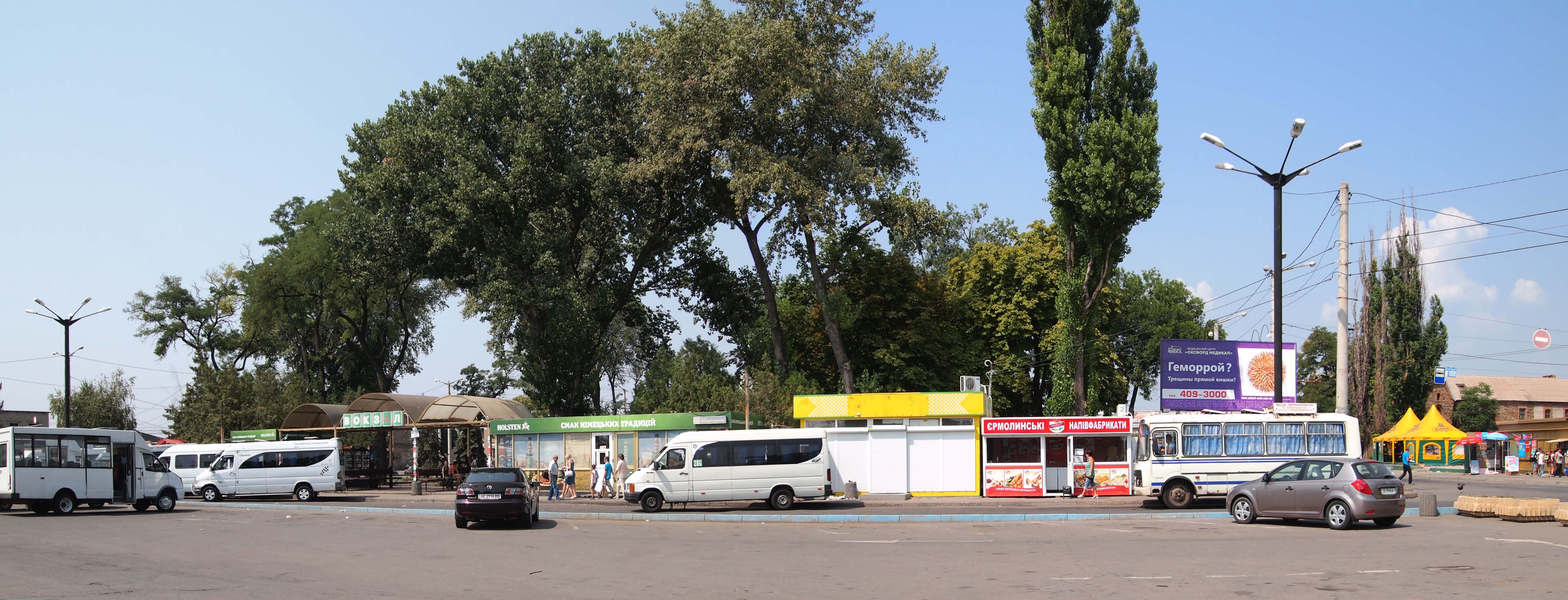
Маршрутні таксі